# Monster Girl Doctor
Monster Girl Doctor (jap. モンスター娘のお医者さん Monsutā Musume no Oisha-san; dosłownie Lekarz dziewczyn-potworów) – seria light novel autorstwa Yoshino Origuchiego. Osiem tomów serii zostało opublikowanych przez Shūeisha w ich imprincie Dash X Bunko od czerwca 2016 roku. Adaptacja w formie mangi autorstwa Tetsumaki Tomasu zaczęła się ukazywać w magazynie online Comic Ryū Web wydawnictwa Tokuma Shoten od lutego 2018 roku. Telewizyjny serial anime oparty na serii produkcji Arvo Animation był emitowany od 12 lipca do 27 września 2020 roku.

## Fabuła
Akcja ma miejsce w świecie fantasy po zakończeniu wojny pomiędzy ludźmi a potworami i skupia się na postaci doktora Glenna Litbeita oraz jego asystentki lamii Saphentite „Sapphee” Neikes. Obydwoje prowadzą klinikę w mieście Lindworm, które jest miejscem, gdzie różne rodzaje fantastycznych stworzeń żyją ze sobą w harmonii z ludźmi.

## Bohaterowie
Glenn Litbeit (jap. グレン・リトバイト Guren Ritobaito)
Seiyū: Shunichi Toki (japoński), Griffin Puatu (angielski)
Główna postać serii, Glenn jest człowiekiem pochodzącym z kupieckiej rodziny z dalekiego wschodu. Podczas wojny studiował medycynę, później starał się o posadę lekarza dla potworów w mieście Lindworm. Jego chłodne podejście i bystry umysł pozwoliły mu na skuteczne leczenie wszystkich stworzeń, od harpii do smoka. Pośrednio doprowadziło to do zebrania się wokół niego grupy dziewczyn rywalizujących o jego względy, co irytuje jego asystentkę Sapphee.
Saphentite Neikes (jap. サーフェンティット・ネイクス Sāfentitto Neikusu)
Seiyū: Saori Ōnishi (japoński), Cristina Vee (angielski)
Przyjaciółka Glenna z dzieciństwa i asystentka w klinice, ma pseudonim „Sapphee”. Organizuje pracę kliniki oraz nadzoruje małe wróżki pomagające im w pracy. Jest rzadkim okazem lamii albinosa, przez co musi nosić na sobie specjalny ubiór chroniący ją przed promieniami słońca. Ma bardzo niską tolerancję na alkohol. Pochodzi z rodziny handlarzy, którzy trudnili się również skrytobójstwem. Podczas wojny obydwa rody połączyły wysiłki w celu dostarczenia na front odpowiednich ilości leków i ewakuacji rannych. Jako dziecko została wysłana do rodziny Litbeit jako zakładniczka zabezpieczając kruchy sojusz. Wtedy poznała Glenna i zakochała się w nim, pomimo rozkazu, by w razie zerwania umowy zabić całą rodzinę.
Tisalia Scythia (jap. ティサリア・スキュテイアー Tisaria Sukyuteiā)
Seiyū: Sarah Emi Bridcutt (japoński), Julia McIlvaine (angielski)
Centaurzyca, jedyna dziedziczka rodu i rodzinnej firmy Scythia Transportation. Jest wysoko notowaną wojowniczką na arenie, jednak od pewnego czasu miała spore problemy z wygrywaniem pojedynków. Po obserwacji Glenn odkrył jej problem i kazał ją podkuć. Otwarcie mówi o swoim uczuciu do doktora, głównie po to, by drażnić się z Sapphee, którą uważa za rywalkę na drodze do miłości.
Lulala Heine (jap. ルララ・ハイネ Rurara Haine)
Seiyū: Yukiyo Fujii (japoński), Ryan Bartley (angielski)
Syrena śpiewająca w arterii wodnej Merrow, aby zarobić trochę pieniędzy dla siebie i swojej rodziny. Nie przestawała pracować nawet cierpiąc na zapalenie skrzeli. Uratowała chłopca, który wpadł do wody, ale ze względu na chorobę sama zaczęła tonąć. Życie uratował jej Glenn, od tego momentu żywi do niego ciepłe uczucia.
Arahnia Taranterra Arachnida (jap. アラーニャ・タランテラ・アラクニダ Arānya Tarantera Arakunida)
Seiyū: Yū Shimamura 
Pajęczyca będąca projektantką mody, szyje ubrania z własnej sieci. Wieloletnia przyjaciółka Sapphee, uszyła dla niej wiele strojów chroniących przed słońcem. Jest utalentowana w swojej dziedzinie, potrafi pracować szybko i precyzyjnie. Próbowała dla zabawy uwieść Glenna, by wymusić reakcję na Sapphee i Tisalii, ale niespodziewanie dla siebie sama zaczęła żywić do niego uczucia.
Skadi Dragenfelt (jap. スカディ・ドラーゲンフェルト Sukadi Dorāgenferuto)
Seiyū: Atsumi Tanezaki 
Przewodnicząca i reprezentantka rady miasta. Jest smoczycą mającą już setki lat, która przybyła na ziemię, by pogodzić skłóconych ludzi i potwory, zanim wojna spowoduje kompletne ich wyniszczenie. To w dużej mierze dzięki niej udało się osiągnąć pokój. Założyła miasto Lindworm w celu stworzenia miejsca, gdzie obydwie strony mogłyby ze sobą koegzystować na równych prawach. W swojej ziemskiej formie posiada ciało będące kombinacją młodej dziewczyny i smoka, nosi białą ceremonialną szatę okalającą ją od stóp do głów, a twarz zakrywa jej welon. Szatę tę dodatkowo wykorzystuje, by ukrywać trawiącą ją chorobę pasożytniczą. Przez problemy zdrowotne niemal nie mówi, ledwie szepcze, a jej słowa przekazuje dalej Kunai. Po operacji przeprowadzonej przez Glenna i Cthulhy wróciła do normalnej mowy i zaczęła bardziej cieszyć się życiem, nie będąc już ograniczana przez swoje schorzenie. Nazywa Glenna swoim starszym bratem.
Kunai Zenow (jap. 苦無・ゼナウ)
Seiyū: Maki Kawase (japoński), Lizzie Freeman (angielski)
Osobista asystentka i ochroniarz Pani Skadi, rzadki okaz golema stworzonego z ludzkich części i powołanego do życia przez potężny rytuał rodem ze wschodu. Jest bezwzględnie oddana smoczycy i niemal fanatycznie wypełnia swoje obowiązki. Ze względu na swoją naturę nie odczuwa bólu, w wypadku obrażeń poszczególne elementy jej ciała mogą odpadać, ponadto może też słyszeć głosy tych, z których fragmentów została stworzona. Z tego samego powodu ma głęboką awersję do lekarzy – przypominają jej, w jaki sposób została powołana do życia. Wyjątkiem od tej reguły staje się Glenn, który pomógł poskładać ją po ataku najemników.
Illy (jap. イリィ Irii)
Seiyū: Sayumi Suzushiro (japoński), Kira Buckland (angielski)
Młoda harpia, która została porwana przez bandytów i zmuszona do składania jaj, które były następnie nielegalnie sprzedawane. Z powodu stresu wystąpiło u niej wiązanie jaja i konieczna była szybka interwencja Glenna podczas próby odbicia przetrzymywanych przez porywaczy harpii. Niedługo po szczęśliwym powrocie do rodzinnej wioski zaczęła cierpieć na typowe dla jej gatunku problemy okresu dojrzewania z pierzeniem włącznie. Podczas badań udało się ustalić, że należy ona do rzadkiej linii harpii z domieszką krwi feniksa. Mimo początkowej niechęci jest życzliwa dla Glenna za jego pomoc.
Memé Redon (jap. メメ・ルドン)
Seiyū: Miho Okasaki 
Dziewczyna-cyklop pracująca w warsztacie Kuklo. Cierpi na suchość oka ze względu na jego rozmiar, ale dzięki takiej wielkości jest w stanie wykonywać bardzo wyrafinowane i szczegółowe przedmioty, takie jak igły i narzędzia chirurgiczne. Skadi zainspirowała ją do tworzenia przedmiotów, które mogą ratować życie innych. Lubi nosić stroje w stylu Gothic Lolita projektowane przez Arachnię. Jest chorobliwie nieśmiała i nieustannie się peszy w towarzystwie innych osób.
Kay Arte (jap. ケイ・アルテ Kei Arute)
Seiyū: Ai Fairouz 
Centaurzyca, jedna ze służek Tisalii. Jest sierotą wojenną, została przygarnięta przez rodzinę Arte, służących rodowi Scythia.
Lorna Arte (jap. ローナ・アルテ Rōna Arute)
Seiyū: M.A.O (japoński), Sarah Anne Williams (angielski)
Centaurzyca, również służka Tisalii. Podobnie jak Kay jest sierotą adoptowaną przez rodzinę Arte. Jest bardziej wrażliwa od Tisalii i Kay, ma problemy z samooceną i potrzebuje więcej opieki oraz uwagi.
Dione Nephilim (jap. ディオネ・ネフィリム Dione Nefirimu)
Seiyū: Hisako Kanemoto 
Rzadki okaz gigantki mieszkającej w pobliżu wioski harpii. Ze względu na rozmiar porusza się bardzo powoli, by nikogo nie zranić, ale każdy jej krok powoduje drżenie skorupy ziemskiej. Mimo młodego, jak na swoją rasę wieku, ma już setki lat i zna dobrze zarówno Skadi, jak i Cthulhy, przyjaźni się też z Illy. To ona zidentyfikowała pasożyta niszczącego Skadi jako shoggotha. Glenn wyleczył ją z przeziębienia.
Cthulhy Squele (jap. クトゥリフ・スキュル Kuturifu Sukyuru)
Seiyū: Yukana (japoński), Jeannie Tirado (angielski)
Skylla, główna lekarz Szpitala Centralnego w Lindworm. Jest mentorką i pierwszą nauczycielką Glenna i Sapphee, wymogła na nich założenie własnej kliniki i poszerzanie wiedzy oraz przygotowuje po cichu Glenna do zajęcia jej miejsca w przyszłości. Wygląda na około 30 lat, choć jest znacznie starsza i długo zna Skadi. Otwarcie flirtuje z Glennem ku irytacji Sapphee.
Aluloona (jap. アルルーナ・ルーナ Aluloona Loona)
nie występuje w anime
Osoba numer dwa w radzie miasta Lindworm. Jest roślinopodobnym stworzeniem z rodzaju Alhraune (żeński kwiat posiadający możliwości reprodukcyjne z owadami i zwierzętami). Zarządza plantacjami, z których pochodzi większość żywności dostarczanej do miasta, jest również odpowiedzialna za dzielnicę czerwonych latarni. Stara się zrobić z Glenna swojego kochanka i razem z Molly wielokrotnie próbuje go uwieść. Po uchwaleniu nowego prawa powiedziała, że wysłała wiele ofert zawarcia ślubu do swoich zalotników i zastanawia się, ilu z nich faktycznie jej odpowie.
Molly (jap. モリー Morī)
nie występuje w anime
Była shoggoth pasożytująca na Skadi. Po wycięciu połączyła się ze szkieletem byłego inspektora w dzielnicy umarłych i razem z jej mieszkańcami pracuje, by zmienić ją w turystyczną atrakcję. Używa szpadla jako broni do trzymania innych w ryzach. Również chce zrobić z Glenna swojego kochanka.
Sioux Litbeit (jap. スー・リトバイト Sū Ritobaito)
nie występuje w anime
Siostra Glenna ze wschodu cierpiąca na Demonitis. Z jej głowy zaczynały wyrastać rogi, co świadczy o tym, że posiada nie tylko ludzkiego przodka w rodzinie. Powodowało to przegrzewanie się, gdy była zdenerwowana lub przemęczona do momentu, gdy Glenn jej nie pomógł. Pracuje patrolując dzielnicę czerwonych latarni. Przyjaźni się z Memé, Tisalią i Arachnią, a Sapphee uznaje za swoją siostrę. Z polecenia matki pomaga szukać wybranki odpowiedniej dla Glenna do ożenku.

## Light novel
Seria powieści Monster Girl Doctor została napisana przez Yoshino Origuchiego i zilustrowana przez Z-Tona, jednego z artystów pracujących nad antologią Monster Musume: I ♥ Monster Girls. Pierwszy tom został wydany przez Shueisha 24 czerwca 2016 roku, do lipca 2020 ukazało się łącznie osiem tomów. Dystrybucją w Stanach Zjednoczonych na licencji zajmuje się wydawnictwo Seven Seas Entertainment, które wypuściło pierwszy tom 19 grudnia 2017 roku. 
| Nr | Język japoński    | Język japoński         | Język angielski                                             | Język angielski        |
| Nr | Data wydania      | ISBN                   | Data wydania                                                | ISBN                   |
| -- | ----------------- | ---------------------- | ----------------------------------------------------------- | ---------------------- |
| 1  | 24 czerwca 2016   | ISBN 978-4-08-631120-5 | 19 grudnia 2017                                             | ISBN 978-1-62-692654-7 |
| 2  | 22 grudnia 2016   | ISBN 978-4-08-631160-1 | 17 kwietnia 2018                                            | ISBN 978-1-62-692740-7 |
| 3  | 23 czerwca 2017   | ISBN 978-4-08-631188-5 | 28 sierpnia 2018                                            | ISBN 978-1-62-692867-1 |
| 4  | 23 lutego 2018    | ISBN 978-4-08-631231-8 | 28 maja 2019                                                | ISBN 978-1-64-275056-0 |
| 5  | 21 grudnia 2018   | ISBN 978-4-08-631284-4 | 26 listopada 2019                                           | ISBN 978-1-64-275725-5 |
| 6  | 25 lipca 2019     | ISBN 978-4-08-631321-6 | 27 sierpnia 2020 (wersja cyfrowa) 8 września 2020 (książka) | ISBN 978-1-64-505513-6 |
| 7  | 22 listopada 2019 | ISBN 978-4-08-631340-7 | 19 stycznia 2021                                            | ISBN 978-1-64-505822-9 |
| 0  | 25 marca 2020     | ISBN 978-4-08-631358-2 | 4 maja 2021                                                 | ISBN 978-1-64-827196-0 |
| 8  | 22 lipca 2020     | ISBN 978-4-08-631373-5 | —                                                           |                        |

## Manga
Mangowa adaptacja została zilustrowana przez Tetsumaki Tomasu i była wydawana online w magazynie Comic Ryū Web wydawnictwa Tokuma Shoten od 26 lutego 2018. Została później zebrana w dwa tankōbony, które do marca 2020 roku zostały wydane drukiem. 
| Nr | Data wydania (język japoński) | ISBN (język japoński)  |
| -- | ----------------------------- | ---------------------- |
| 1  | 12 stycznia 2019              | ISBN 978-4-19-950666-6 |
| 2  | 13 marca 2020                 | ISBN 978-4-19-950700-7 |

## Anime
Adaptacja anime została zapowiedziana przez Bandai Namco Arts 14 listopada 2019 roku. Animację wykonało studio Arvo Animation przy reżyserii Yoshiaki Iwasakiego, scenariuszu Hideki Shiranego, projekcie postaci Hiromi Kato oraz muzyce skomponowanej przez TO-MASa. Pierwszy epizod zadebiutował w serwisie streamingowym d Anime Store 4 lipca, a premiera telewizyjna nastąpiła 12 lipca 2020 roku na kanałach Tokyo MX, KBS Kyoto oraz Sun TV. Od drugiego odcinka daty premier były już ze sobą powiązane, a ostatni odcinek wyemitowano 27 września. Czołówką serii jest Campanella Hibiku Sora de (jap. カンパネラ響く空で In the Sky Where the Bells Ring) w wykonaniu ARCANA PROJECT, a tyłówką Yasashisa no Namae (jap. やさしさの名前 The Name of Kindness) śpiewana przez Ainę Suzuki.
W Ameryce Północnej seria jest licencjonowana przez serwis Crunchyroll, a w południowo-wschodniej Azji licencję na serię posiada Muse Communication wydając anime w serwisie streamingowym iQIYI. 11 sierpnia 2020 Crunchyroll ogłosił, iż seria otrzyma pełny angielski dubbing, który zadebiutował pięć dni później.
| # | Tytuł                                                                                          | Premiera                                    |
| --- | ---------------------------------------------------------------------------------------------- | ------------------------------------------- |
| 1 | The Centaur of the Arena Tōgi-ba no Kentaurosu (闘技場のケンタウロス)                          | 4 lipca 2020 (streaming) 12 lipca 2020 (TV) |
| Wiele lat temu pomiędzy ludźmi a potworami wybuchła trwająca 100 lat wojna. Na skutek wyczerpania obydwu stron zawarto pokój, od którego obydwie strony starają się żyć w harmonii. Doktor Glenn Litbeit, człowiek, wraz ze swoją asystentką lamią Saphentite „Sapphee” Neikes prowadzą klinikę specjalizującą się w leczeniu potworów. Po badaniu minotaurzycy odkrywającego, że jest ona w ciąży, obydwoje zostają poproszeni przez szefową Szpitala Centralnego o przeprowadzenie badań uczestników walk na arenie. Jedną z nich jest Tisalia Scythia, centaurzyca, dziedziczka rodzinnej firmy Scythia Transportation. Podczas badania robi ona uwagi co do poślubienia kogoś takiego, jak Glenn, ku irytacji Sapphee. Tisalia od miesiąca nie wygrała żadnej walki, ale doktor nie znalazł nic świadczącego o kłopotach ze zdrowiem. Po pewnym czasie udało mu się zaobserwować, że o ile z ciałem nie ma żadnych problemów, to kopyta są bardzo zaniedbane powodując problemy z równowagą i należy je podkuć. Pomimo protestów udaje mu się to i Tisalia znów wraca do zwyciężania w pojedynkach. Glenn podejrzewa, że ten przypadek był rodzajem testu sprawdzającego, jak radzi sobie z trudnym pacjentem i nieoczywistym przypadkiem. |                                                                                                |                                             |
| 2 | The Mermaid of the Waterways Suiro-gai no Māmeido (水路街のマーメイド)                         | 19 lipca 2020                               |
| Sapphee opowiada w jaki sposób poznała Glenna jeszcze w czasie wojny, gdy jej ojciec oddał ją jako zakładniczkę w celu zabezpieczenia rozejmu. Spotkała go potem dopiero w trakcie studiów na uczelni medycznej. Obydwoje udają się na zakupy w arterii wodnej Merrow zbudowanej na rozkaz Lady Skadi. Syrenia śpiewaczka, Lulala, zaoferowała się zaśpiewać za drobną opłatą dla ich dwojga, ale pomimo pięknego głosu nie była w stanie dokończyć utworu. Glenn zdiagnozował u niej zapalenie skrzeli ze względu na długie przebywanie na powierzchni wody. Lulala odpowiedziała no to, że wkrótce otrzyma umowę na śpiewanie przed halą ratusza, ale do tego czasu musi śpiewać w arteriach, by zarobić na utrzymanie dla siebie, swojej matki i rodzeństwa. Gdy dziecko niechcący wpada do wody spieszy mu na ratunek, ale sama zaczyna tonąć na skutek zapalenia i nabrania wody do płuc. Glennowi udaje się do niej dopłynąć i metodą usta-usta dać jej na tyle tlenu, by skrzela mogły rozpocząć pracę. Po skutecznym leczeniu i rozpoczęciu kontraktu wdzięczna Lulala ulega zauroczeniu doktorem. |                                                                                                |                                             |
| 3 | The Flesh Golem Who Hates Doctors Isha-girai no Furesshu Gōremu (医者嫌いのフレッシュゴーレム) | 26 lipca 2020                               |
| Pewnego wieczoru w zasadzkę bandytów wpada ścigająca ich kobieta. Następnego dnia po tym do Glenna i Sapphee przybywa Lady Skadi wraz ze swoją prywatną ochroniarz Kunai Zenow. Smoczyca poprosiła ich o pomoc w odnalezieniu i przymocowaniu na powrót prawego ramienia Kunai, która okazuje się być golemem zbudowanym z ludzkich elementów. Jednak po wyjściu Skadi odmawia ona jakiejkolwiek pomocy ze względu na swoją nienawiść do lekarzy i decyduje się szukać ramienia na własną rękę. Po opuszczeniu kliniki zauważa kolejnego bandytę i rusza w pościg kończący się kolejną zasadzką. Gdy jakiś czas później Glenn wyrusza na poszukiwania spotyka przerażoną Tisalię, która znalazła ludzką nogę. Badając ją doktor zauważył, że szwy są na niej już mocno zniszczone. Niedługo potem spotyka Lulalę, której udało się odnaleźć zaginione ramię. Używając znalezionych fragmentów udaje mu się znaleźć okaleczoną Kunai i mimo jej protestów ponownie je przyszył. W międzyczasie Sapphee rozmawiała w klinice ze swoją przyjaciółką Arachnią. Po powrocie Glenna lamia oznajmiła mu, iż prawdopodobnie jest w ciąży. |                                                                                                |                                             |
| 4 | The Lamia With an Incurable Disease Fuji-no-yamai no Ramia (不治の病のラミア)                  | 2 sierpnia 2020                             |
| Sapphee przyznaje się, że tak naprawdę ukrywała porzucone jajo harpii. Zaraz po tym klinika została zaatakowana przez bandytów, a para musiała salwować się ucieczką. Udało im się dotrzeć do Kunai, która wyjaśniła im, że bandyci porywają i więżą młode harpie dla ich jaj, sprzedawanych potem nielegalnie ludziom do jedzenia. Razem ze Skadi i grupami szturmowymi wzięli udział w ataku na bazę bandytów. W kryjówce odkryli, iż jedna z porwanych cierpi na wiązanie jaja, które grozi jej śmiercią. Podczas walk Sapphee została raniona zatrutym ostrzem i mdleje. Po obudzeniu się Glenn przekazał jej, że bandyci zostali rozbici, a harpia jest cała i zdrowa. Sapphee chciała wtedy wyznać mu swój sekret, ale okazało się, że Glenn zna już prawdę. Z radości, że nie jest na nią zły lamia próbuje go uwieść, by po chwili paść z osłabienia. Doktor zgadza się potrzymać ją za ogon dopóki nie zaśnie, zupełnie tak, jak kiedy byli dziećmi. |                                                                                                |                                             |
| 5 | The Centaur With a Sprain Nenza no Kentaurosu (捻挫のケンタウロス)                             | 9 sierpnia 2020                             |
| Glenn wynajął Tisalię, by ta przewiozła jego i Sapphee do wioski harpii, by mogli tam przeprowadzić badania. W trakcie podróży kamienna lawina spadła na drogę, na skutek czego Kay, jedna ze służek, została ranna. Harpie przeniosły ją do wioski, gdzie stwierdzono skręcenie. Lorna, przyjaciółka rannej, bez swojej towarzyszki stała się bardzo rozkojarzona i niemal doprowadziła do zerwania negocjacji Tisalii z harpiami w celu zatrudnienia ich jako podniebnych kurierów. Glenn chciał jej pomóc, ale nie wiedział, jak zacząć ją badać, gdyż jej problem miał podłoże psychologiczne. Sapphee zasugerowała, iż może się ona czuć bezużyteczna bez kogoś obok ze względu na to, że wychowywała się w trudniejszych warunkach i jest bardziej wrażliwa. Doktor zdecydował się odciąć ją od bodźców zakładając jej przepaskę i uprząż. Szczęśliwie Lorna poczuła się lepiej, w podziękowaniu za pomoc razem z Kay próbowały uwieść Glenna argumentując, że zmusi to Tisalię do poślubienia go, ale ten szybko odmówił. |                                                                                                |                                             |
| 6 | The Harpy Who Couldn't Fly Tobenai Hāpī (飛べないハーピー)                                     | 16 sierpnia 2020                            |
| Po rozwiązaniu sprawy Kay Glenn, Sapphee i Tisalia poszli odwiedzić Illy, harpię, której uprzednio pomogli. Po badaniu doktor stwierdził, że jest w pełni zdrowia, tylko dojrzewa i przechodzi pierzenie. Wściekła Illy zamachnęła się na Glenna, ale Tisalia uprzedziła jej atak. Kiedy spotkały się później Illy wyzwała ją do walki, którą przegrała. Później, gdy Tisalia dała Glennowi jedno ze zgubionych przez upartą harpię piór, ten poprosił je o przysługę – miały zebrać wszystkie pióra, jakie mogą znaleźć. Następnej nocy znaleźli Illy na drzewie rozpaczającą nad faktem, że nie jest w stanie już latać. Glenn wyjawił jej wtedy, że właśnie rosną jej dorosłe pióra, a ona sama ma w sobie krew feniksa. Niedługo potem harpia z dumą prezentowała swoje nowe skrzydła. Gdy jedno z nowych piór spadł na ręce Glenna ten stwierdził, że jest gorące i prawdopodobnie Illy jest dużo bliżej powiązana z feniksami, niż pierwotnie sądził. Później, z powrotem w mieście okazało się, że doktor Cthulhy wiedziała o tym przypadku. |                                                                                                |                                             |
| 7 | The Hedonistic Arachne Kyōraku no Arakune (享楽のアラクネ)                                     | 23 sierpnia 2020                            |
| Tuż przed powrotem do domu z wioski harpii pojawiła się Illy oblepiona dziwną substancją. Glenn stwierdził, że jest to pajęcza sieć. Gdy razem z Sapphee poszli do lasu sprawdzić, skąd się wzięła trafili na Arachnię. Ta wyjawiła, że zastawiła pułapkę na Illy, by móc w spokoju podziwiać jej skrzydła. Razem wrócili do wioski, gdzie pajęczyca spotkała się z harpią, a niedługo później Sapphee i Tisalia pokłóciły się z nią. Następnego dnia centaurzyce udały się do gorących źródeł, a Arachnia namówiła Glenna na spacer po lesie. Tam schwytała go w pułapkę i próbowała uwieść, przez co chciała zbliżyć się do Sapphee. Gdy nieoczekiwanie przybyła Tisalia i powstrzymała ją, ta powiedziała, że obydwie są takie same pod względem tego, czego chcą. Zanim zaczęły ze sobą walczyć przybyła lamia i przekazała im, że Glenn nie ma czasu na zaloty. Spotkanie przerwało potężne dudnienie olbrzymich kroków. |                                                                                                |                                             |
| 8 | Attack on Gigas Shingeki no Gigasu (進撃のギガス)                                              | 23 sierpnia 2020                            |
| Wioska zamarła w strachu, gdy okazało się, ze zbliża się gigantka Dione z gór. Tisalia przejęła inicjatywę i zarządziła ewakuację mieszkańców, a Illy wysłała do Lindworm, by powiadomiła Lady Skadi. Sama wyruszyła samotnie, by powstrzymać zagrożenie, jednak Glenn i Sapphee dogonili ją i zatrzymali w lesie. Wtedy pojawiła się gigantka i zapytała o lekarza. Okazało się, że jest przeziębiona. Doktor przygotował dla niej lek, a Arachnia wraz z mieszkańcami przygotowali dla niej ciepłe ubrania. Dione zaprzyjaźniła się z mieszkańcami wioski, szczególnie z Illy. Po tym wydarzeniu cała grupa powróciła do miasta, a Glenn zaprosił Tisalię na obiad, podczas którego Sapphee ich szpiegowała. Kilka dni później mieszkańcy, a wraz z nimi lekarze, spotkali się w arteriach wodnych na ceremonii upamiętniającej. Doktor zauważył coś dziwnego dziejącego się z ogonem Lady Skadi. Ta podczas przemówienia zasłabła na oczach wszystkich. |                                                                                                |                                             |
| 9 | The Collapsed Dragon Taoreta Doragon (倒れたドラゴン)                                          | 6 września 2020                             |
| W Szpitalu Centralnym Cthulhy wyjaśniła Glennowi i Sapphee, iż na przekór bardzo silnemu organizmowi, jaki posiadają smoki, schorzenie Lady Skadi jest rzadkie i może doprowadzić do jej śmierci. Ponadto mimo tak poważnego stanu konsekwentnie odmawia ona poddania się leczeniu. Kunai prosi Glenna o pomoc i potajemnie wpuszcza go do pokoju smoczycy. Ta widząc upór doktora niechętnie zgadza się, by ją przebadać, ujawniając dużego guza rosnącego na jej piersi. Guz zaczął już infekować żyły i zakłócać prawidłowy przepływ krwi. Powiedziała, że wierzy, iż jej przeznaczeniem jest, by po przybyciu ze swojego wymiaru w celu zatrzymania wojny i osiągnięcia celu mogła już odejść. Po badaniu doktor poprosił o zgodę na przeprowadzenie operacji usunięcia guza. Cthulhy zgodziła się, ale zaznaczyła, że wątpi w zgodę Skadi na następny zabieg oraz że potrzebują przynajmniej jeszcze jednego chirurga. Glenn zapytał Arachnię, czy byłaby skłonna im pomóc ze względu na swoje doświadczenie z szyciem. Ta najpierw odmówiła, ale po tym, jak dowiedziała się, że będzie mogła wtedy nosić strój pielęgniarki tak, jak Sapphee, zmieniła zdanie. Rozpoczęły się przygotowania do przeprowadzenia operacji.                |                                                                                                |                                             |
| 10 | The Self-Deprecating Cyclops Jigyaku no Saikuropusu (自虐のサイクロプス)                       | 13 września 2020                            |
| Kunai bezskutecznie próbowała przekonać smoczycę, by poddała się operacji. W międzyczasie Glenn udaje się do warsztatu Kuklo prowadzone przez cyklopy, by poprosić ich o wykonanie narzędzi chirurgicznych potrzebnych do zabiegu. Spotyka tam Memé, bardzo nerwową przez swoją nieśmiałość i brak pewności siebie. Doktor poprosił szefa, by ten zlecił właśnie Memé wykonanie igieł zdolnych do przebicia smoczej łuski. Przez następne dni Arachnia ćwiczyła szycie z Kunai, a po pewnym czasie Glenn wraz z Cthulhy poszli do warsztatów, by ocenić przygotowane narzędzia. Memé w dalszym ciągu podejmowała kolejne próby wytworzenia igieł, aż zapatrzyła się na wirujące koło i straciła przytomność. Doktor zabrał ją do kliniki, gdzie okazało się, że jest wyczerpana i cierpi na zawroty głowy. Niedługo potem zaprezentowała ona jej autorski pomysł na produkcję nowych igieł, który zyskał powszechne uznanie. Wkrótce Glenn wybrał się na kolejną próbę przekonania Skadi, a Sapphee z Arachnią życzyły mu powodzenia. |                                                                                                |                                             |
| 11 | Lindworm's Major Operation Rindo Vurumu Dai Shujutsu (リンド・ヴルム大手術)                    | 20 września 2020                            |
| Podczas, gdy Glenn usiłuje przekonać smoczycę do operacji Sapphee, Arachnia i Tisalia idą na noc do pubu. Po powrocie do kliniki lamia przyłapuje swoją przyjaciółkę na próbie kradzieży smoczej łuski. Arachnia próbuje uciekać, ale Sapphee z Tisalią zatrzymują ją. Zamiast rugania odbywają długą, szczerą rozmowę, gdzie uświadamiają zdumioną pajęczycę, iż ta zakochała się w Glennie. Jakiś czas później doktor ponownie spotyka Skadi, by wymóc na niej zgodę. Powiedział jej, że powinna żyć dalej i poznawać bliżej mieszkańców miasta, które założyła, oraz że zasługuje na szczęśliwe życie. Po tej rozmowie smoczyca zgadza się na operację. Ta odbyła się w nocy przy udziale Glenna, Chtulhy, Sapphee oraz Arachni. Przed ratuszem licznie zgromadzili się mieszkańcy, by wspólnie czuwać i oczekiwać wiadomości. Nad ranem ogłoszono sukces operacji, a w mieście wybuchła radość. |                                                                                                |                                             |
| 12 | The City of Dragons' Doctor Ryū no Machi no Oishasan (竜の街のお医者さん)                      | 27 września 2020                            |
| Po operacji smoczyca bierze udział w ceremonii, skąd udaje się do kliniki. Tam Glenn pomaga chorej Sapphee, po czym wychodzi na wizytę domową u pacjenta. W drodze spotyka Skadi i Kunai, których wóz uległ awarii. Na szczęście Memé przechodziła nieopodal i udało się jej wykonać potrzebną naprawę. W nagrodę razem z Glennem zostali obdarowani beczką wina. Pod nieobecność doktora Arachnia zajmuje się lamią, a w wiosce harpii Dione pomaga jej mieszkańcom. Po powrocie do kliniki Glenn trafia na obie przyjaciółki, a niedługo dołączają do nich Tisalia, Lorna, Kay, a także Illy. Ponadto każde z nich przyniosło jedzenie lub coś do picia. Wszyscy decydują się urządzić przyjęcie, gdzie doktor jest rozchwytywany przez zgromadzone na nim dziewczyny. |                                                                                                |                                             |